# Il mondo segreto di Alex Mack
Il mondo segreto di Alex Mack (The Secret World of Alex Mack) è una serie televisiva statunitense andata in onda per quattro stagioni sull'emittente Nickelodeon.
In Italia è stata trasmessa in prima TV da Rai 1.

## Trama
Mentre sta per andare a scuola, Alexandra "Alex" Mack rimane coinvolta nell'incidente stradale di un camion che trasporta sostanze chimiche, riversatesi in strada e sopra Alex. Da quel giorno Alex possiede dei superpoteri, come spostare oggetti o trasformarsi.
Soltanto la sorella Annie e il suo migliore amico Ray Alvarado sono a conoscenza dei superpoteri di Alex.

## Episodi
| Stagione         | Episodi | Prima TV originale | Prima TV Italia |
| ---------------- | ------- | ------------------ | --------------- |
| Prima stagione   | 13      | 1994-1995          | 1996            |
| Seconda stagione | 19      | 1995-1996          |                 |
| Terza stagione   | 26      | 1996-1997          |                 |
| Quarta stagione  | 20      | 1997-1998          |                 |

## Personaggi e interpreti
- Alexandra "Alex" Mack, interpretata da Larisa Oleynik.
È la protagonista del telefilm: ha dei poteri straordinari che le consentono di trasformarsi ed ha anche una forza incredibile: solleva gru e trattori facilmente. Il suo migliore amico è Ray.
- Raymond "Ray" Alvarado, interpretato da Darris Love.
Migliore amico di Alex; solo lui e Annie sanno dei poteri di Alex, si crede un bravo cestista ma è pessimo. Ray s'innamora facilmente.
- Anne "Annie" Mack, interpretata da Meredith Bishop.
Sorella di Alex, adora la scienza, solo lei e Ray sanno dei poteri di Alex. A differenza di Alex è meno impulsiva e irruente, studia la sorella come una cavia da laboratorio.
- Louis Driscol (stagioni 2-4), interpretato da Benjamin Smith.
È un amico dai capelli rossi di Alex e Ray, in una puntata prende una cotta per Annie, crede di essere un gran fico. Louis prende tutto con estrema facilità (ad esempio studia poco per farsi mettere in una classe piena di bulli e ragazzi strani oppure gioca sul lavoro). Nella puntata La cattura di Alex Louis scopre l'identità di Alex.
- Robyn Russo, interpretata da Natanya Ross.
È un'amica di Alex dai capelli rossi solamente nella puntata La cattura di Alex scopre tutto, aveva un criceto di nome Donald ma poi morì e il secondo criceto chiamò Steven.
- Nicole Wilson, interpretata da Alexis Fields.
Dopo Ray è la migliore amica di Alex, è una ragazza studiosa e da quanto si vede e si capisce odia tanto Danielle. A differenza di Ray, Louis e Robyn non scoprirà mai dei poteri di Alex.
- Scott Greene, interpretato da Jason Strickland.
Era il ragazzo per cui Alex si prese una cotta, all'inizio Alex vuole sempre stare con lui perché il primo giorno di scuola fu l'unico ad aiutarla. Nella prima stagione ha una fidanzata di nome Jessica, nella seconda e nella terza una fidanzata di nome Kelly.
- Kelly Philips, interpretata da Hilary Salvatore.
Fidanzata di Scott è molto cattiva e arrogante, a differenza di Scott Kelly comparirà anche negli episodi dopo la terza stagione, nell'episodio Riso al curry scopre dei poteri di Alex.
- George Ember Walt Mack, interpretato da Michael Blakley.
Padre di Alex ed Annie, è uno scienziato che lavora per l'impianto chimico di Paradise Valley, quindi Danielle è il suo capo. Solo alla fine scopre dei poteri di Alex.
- Barbara Offman, interpretata da Dorian Lopinto.
Madre di Alex ed Annie, è molto gentile nei confronti di tutti anche di Danielle, all'inizio le è simpatica, ma poi capirà della sua crudeltà. Come il marito, solo nell'ultimo episodio  scoprirà i poteri della figlia.
- Danielle Atron, interpretata da Louan Gideon.
È una donna molta malvagia nonché capo dell'impianto chimico di Paradise Valley e anche l'antagonista principale della serie. Vuole eliminare a tutti i costi la ragazza dai superpoteri (Alex), è il capo di George Mack e Scooter.